# آسترا ایرلاینز
آسترا ایرلاینز (به انگلیسی: Astra Airlines) یک شرکت هواپیمایی یونانی با کد یاتا A2 است که در تاریخ ۲۰۰۸ میلادی تأسیس شده و در تاریخ ۵ ژوئیه ۲۰۰۸ فعالیتش را آغاز کرده‌است.
قطب این شرکت هواپیمایی در فرودگاه بین‌المللی سر سیوساگور رامگولام قرار دارد و به ۲۲ مقصد، پرواز مستقیم انجام می‌دهد.

## مقصدهای پروازی
- آتن – فرودگاه بین‌المللی آتن مرکز

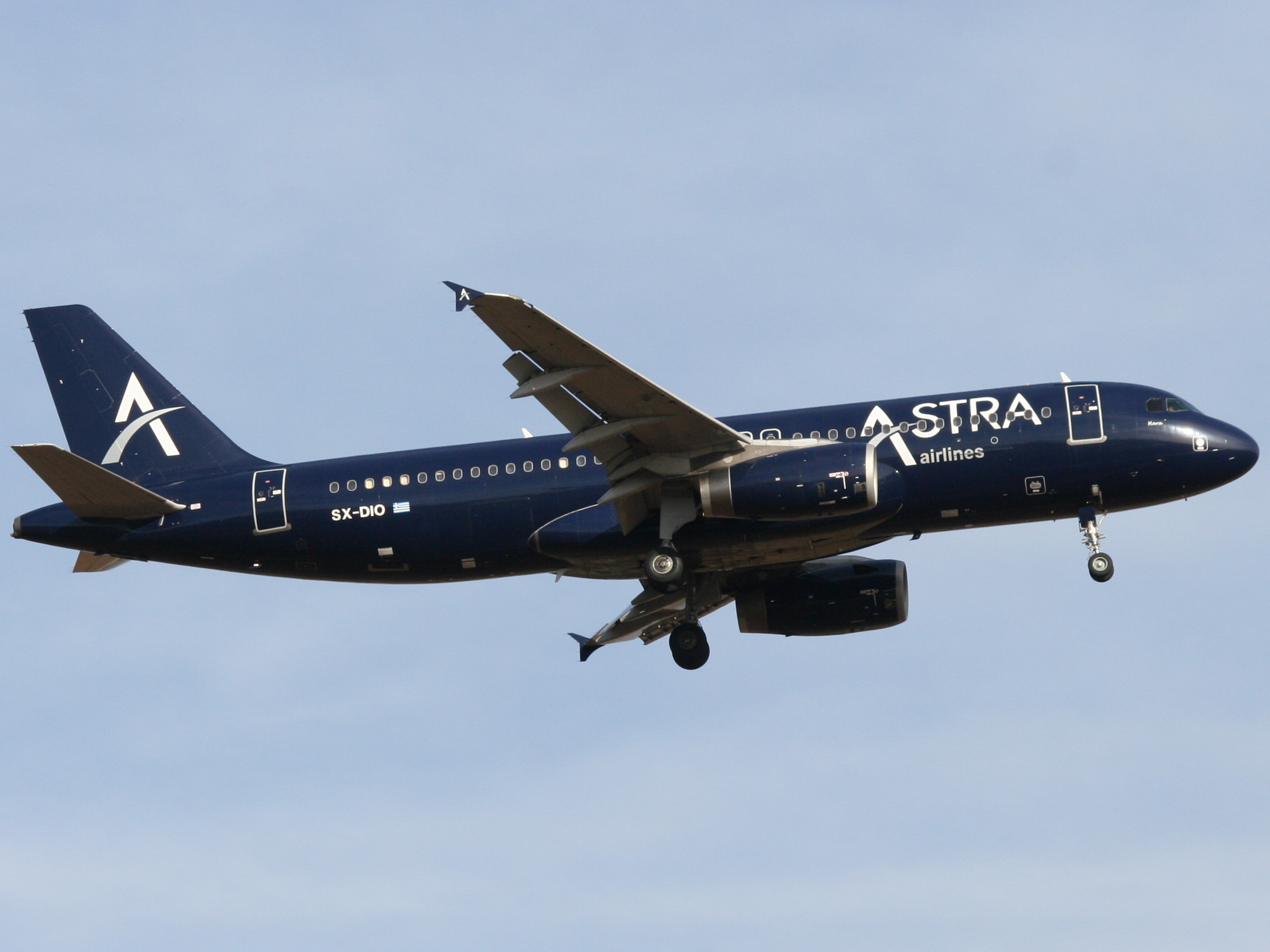
آسترا ایرلاینز یک فروند ایرباس ای۳۲۰ در اختیار دارد.

- سفالونیا – فرودگاه بین‌المللی سفلوونیا فصلی
- خانیا – فرودگاه بین‌المللی خانیا فصلی
- خیوس – فرودگاه ملی جزیره کایاس
- کورفو – فرودگاه بین‌المللی کورفو
- هراکلیون – فرودگاه بین‌المللی هراکلین
- ایکاریا – فرودگاه ملی جزیره ایکاریا
- کالاماتا – فرودگاه بین‌المللی کالاماتا
- Karpathos – فرودگاه ملی جزیره کارپتاس فصلی
- Kastoria –فرودگاه ملی کاستوریا
- کیثیرا – فرودگاه ملی کیتیرا آیلند فصلی
- جزیره کس – فرودگاه بین‌المللی جزیره کوس
- کوزانی – فرودگاه ملی کوزانی
- لیمنوس – فرودگاه بین‌المللی لمنز
- میکونوس – فرودگاه ملی جزیره میکناس فصلی
- موتیلنه – فرودگاه بین‌المللی میتیلن
- پاتراس – فرودگاه آراکسوس فصلی
- ساموس – فرودگاه بین‌المللی سمس
- سانتورینی – فرودگاه ملی سادورینی (تیرا) فصلی
- سیتیا – فرودگاه عمومی سیتیا
- سالونیک – فرودگاه بین‌المللی سالونیک قطب
- زاکینتوس – فرودگاه بین‌المللی زاکینثوس فصلی

## ناوگان

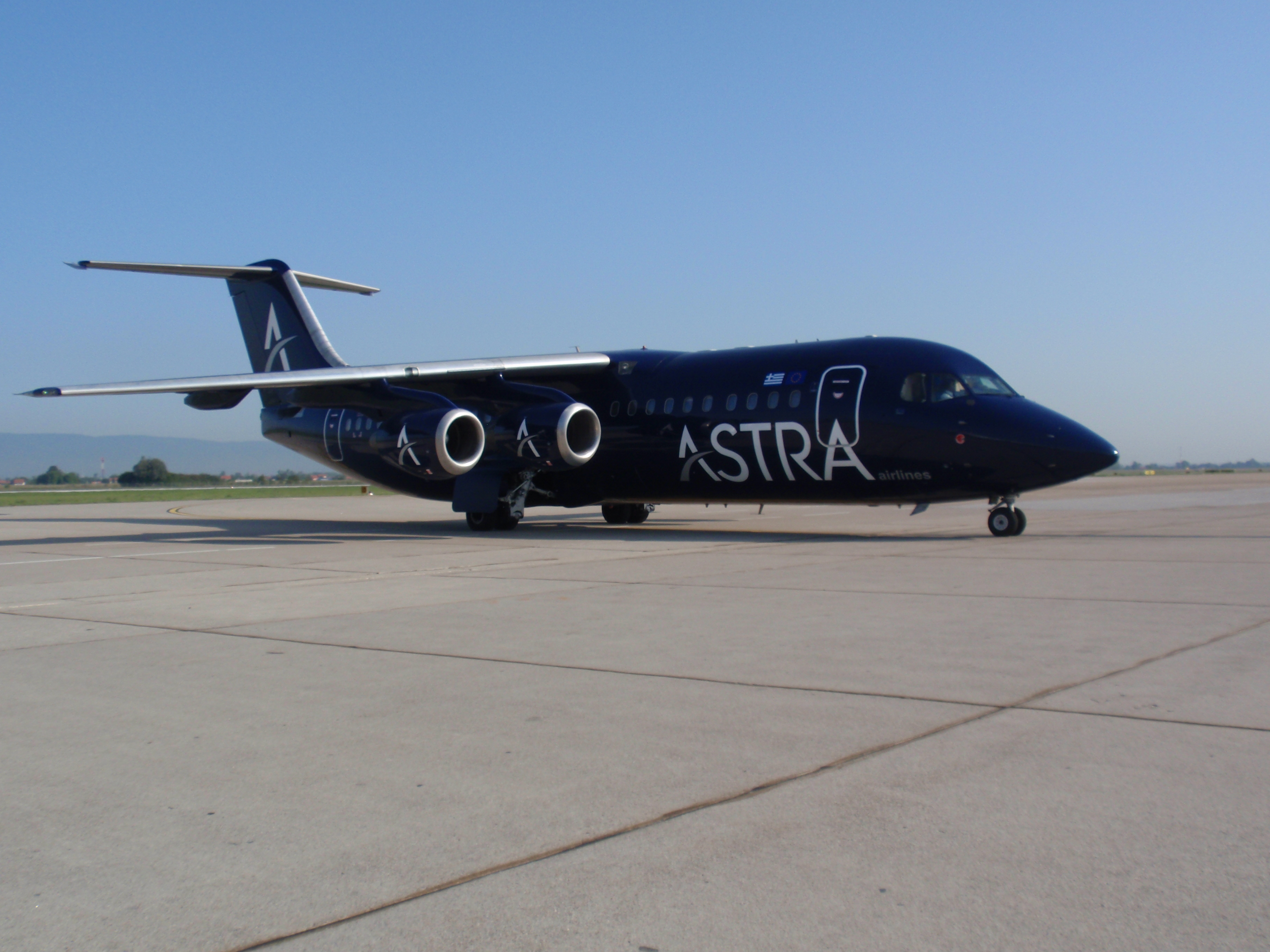
یک فروندبی‌ای‌ئی ۱۴۶ آسترا ایرلاینز در فرودگاه زاگرب، کرواسی، در سال ۲۰۰۸.

ناوگان هواپیمایی آسترا ایرلاینز به شرح زیر است (سال ۲۰۱۵):